# ラヴクラフトとダーレスの合作作品
アメリカ合衆国のホラー作家であるハワード・フィリップス・ラヴクラフトとオーガスト・ダーレスの合作作品について記載する。

## 概要
ラヴクラフトとダーレスは文通をしており、特に年少のダーレスは傾倒し、影響を受けた作品を書いていた。1937年にラヴクラフトが死去すると、先輩の作品が散逸することを惜しんだダーレスは、出版社「アーカムハウス」を設立する。
さて、ダーレスは宣伝戦略のために、ラヴクラフトの創作メモにもとづいて「合作」という体裁をとった作品を発表する。扱いは、死後合作、補作とも。諸説あるが、那智史郎は「ほとんどが断片か一行程度のメモからダーレスが紡ぎだしたもので、なかにはどれが原案なのかまったくわからない作品やダーレス神話と区別がつかないものもある」と解説し、東雅夫やS・T・ヨシらも同様に述べる。
ジャンルはホラーの、いわゆるクトゥルフ神話にあたる。しかし元祖ラヴクラフトの作品（ラヴクラフト神話）とは設定レベルで変質している。アーカムハウス的には目玉商品であった
作品数は16。うち邦訳は13。
1. 暗黒の儀式 The Lurker at the Threshold (1945)
2. 生きながらえるもの The Survivor (1954)
3. 破風の窓 The Gable Window (1957)
4. アルハザードのランプ The Lamp of Alhazred (1957)
5. 異次元の影 The Shadow Out of Space (1957)
6. ピーバディ家の遺産 The Peabody Heritage (1957)
7. 閉ざされた部屋 The Shuttered Room (1959)
8. ファルコン岬の漁師 The Fisherman of Falcon Point (1959)
9. 魔女の谷 Witches' Hollow (1962)
10. 屋根裏部屋の影 The Shadow in the Attic (1964)
11. ポーの末裔 The Dark Brotherhood (1966)
12. 恐怖の巣食う橋 The Horror from the Middle Span (1967)
13. インズマスの彫像 Innsmouth Clay (没後1974)

- The Ancestor（未訳）
- Wentworth's Day（未訳）
- The Watchers Out of Time（未完、未訳）

『暗黒の儀式』以外は短編。クト6に収録の3作は全て当てはまる。新ク4には4作を収録。

## 1『暗黒の儀式』
3章で構成される長編。邦訳はクト6（大瀧啓裕訳）。合作群の中では、ラヴクラフトの草稿がはっきりと残っており、特定の箇所はラヴクラフトが執筆したものを組み込んでいる。

## 2『生きながらえるもの』
『生きながらえるもの』（いきながらえるもの、原題：英: The Survivor）。『ウィアード・テールズ』1954年7月号に掲載された。1957年にはアーカム・ハウスから単行本の表題作になり出版されている。邦訳はクト6「生きながらえるもの」岩村光博訳と、真ク1&新ク4「爬虫類館の相続人」那智史郎訳。
ラヴクラフトのマッドサイエンティスト作品の、ダーレスによるアレンジである。ラヴクラフトはクトゥルフと恐竜を（作品外のジョークで）関連付けたことがある。作中時1930年、執筆時1954年であり、恐竜（古代爬虫類）や医学の知識は執筆当時のものである。合作群の中では、ラヴクラフトの構想メモが比較的判明している。
作中では、3つの神話（古代エジプトの動物崇拝、ヴードゥー伝承、クトゥルフ神話）が言及され、医科学からのアプローチが行われている。古代エジプトの動物崇拝テーマはロバート・ブロックが古代の魔術で題材とした。ヴ―ドゥとクトゥルフ神話については、医師が北米全域の長命の人物たちのデータという形で調査が行われており、サンプルにはマーシュ家などインスマスの四名家も含まれている。
東雅夫は「プロヴィデンスの洋館を舞台に、人獣混淆の悪夢をくりひろげる本編は、ラヴクラフト&ダーレス名義の作品中でも一、二をあらそう佳品といえるだろう。クトゥルー神話と爬虫類――恐竜とを結びつける疑似科学的アイディアは、おそらくダーレスのオリジナルと思われるが、ライダー怪人を髣髴させる怪物の造形ともども、なかなかに魅力的である」と解説している。那智史郎もまた、ダーレスのラヴクラフト補作の中では『暗黒の儀式』と並んで最も出来が良いと高評価している。

### 2あらすじ
プロヴィデンスのベネフィット・ストリートに建つシャリエール館の主、ジャン＝フランソワ・シャリエール医師が、1927年に死去する。彼は多額の金銭と引き換えに家の長期保存を要求し、いずれ相続親族が現れると遺言を残す。幽霊屋敷として噂されつつも、遺言は執行され家は保管される。
3年後の1930年、古物収集家のアリヤ・アトウッドは、シャリエール館に魅せられて借り受ける。アリヤは前の住人であるシャリエール医師が爬虫類、ワニや古代の恐竜について研究していたことを知り、彼の経歴に興味を抱き、調査を始める。屋敷が1700年頃に建てられたこと、医師が推定80代で死んだことを突き止めるが、医師の生年がわからなかった。そこでフランスに問い合わせたところ、17世紀の同姓同名の医師の回答が来たため、彼ではなく同名の先祖であったと落胆する。手段を変えて弁護士に問い合わせても、弁護士は手紙と報酬振込のやり取りがあったのみで、医師と会ったことがないという。遺言に予告されている、医師の親族についても何もわからない。
病床の友人ギャムウェルは、己が医師を最後に見たのは1907年のことと証言する。ギャムウェルは「20歳のときに初めて医師に会い、そのとき医師は80歳ほどに見えた」「20年前に見かけたときも80歳に見えた」と言う。医師が死んだのはそのさらに20年後なのだから、アリヤは友人の記憶が病で混乱しているのだと結論付ける。また近所のコベット老婦人からは、あんな家に長く住んではいけないと忠告を受ける。医師の研究資料を調べると、古代宗教や、異種族「深きものども」の寿命データなど長寿・長命の研究が記録されており、医師が「自分の寿命を延ばしたい」と考えていたことが判明する。
アリヤは屋敷で、まるで爬虫類の麝香のような異臭を嗅ぐようになる。そんなある日、屋敷に侵入者が入り、書類が持ち去られる事件が発生する。現場には非人間じみた足跡が残されていた。アリヤはなぜ書類が狙われたのかわからなかったが、賊対策に拳銃を購入する。侵入者は再び現れ、人間ならぬおぞましい姿を目撃したアリヤは、すぐさま発砲する。撃たれた人外は逃げ、アリヤが血痕を追うと井戸の中へ。さらに井戸には梯子がかかっており、壁面から伸びるトンネルは、シャリエール医師の墓へと繋がっていた。濃厚な臭いにむせ返りながら、アリヤが棺を開けると、今死んだばかりの、人間と鰐を混淆したような生物が横たわっていた。
アリヤは、怪物の正体が蘇ったシャリエール医師であることを理解し、卒倒する。医師の同名の先祖はずっと生きていた医師本人に他ならず、遺言でいずれ家の相続人が現れると残していたのも、冬眠から目覚めた自分が再来するという意図であった。アリヤは屋敷を捨てて逃げ出し、長い年月が経った後にようやく証言をする。

### 2登場人物・用語
- ジャン＝フランソワ・シャリエール医師 - ケベックから移住してきたフランス人の外科医師。目撃証言や肖像画によると陰鬱な老人で、1927年に推定80歳ほどで他界した。だが調べても生年がわからない。同名の先祖と思われる人物が浮上し、そちらは晩年がわからなかった。
- アリヤ・アトウッド - 語り手。古物収集家。シャリエール館に魅せられ、移り住む。
- ギャムウェル - アリヤの友人。病に伏せている。シェリエ―ル医師と面識がある。
- ヘプズィバ・コベット - 近所の老婦人。アリヤがシャリエール館に住んでいると知ると、すぐ退去したほうがよいと忠告してくる。
- シャリエール館 - 1700年頃に建てられた。シャリエール医師の同名の先祖は、屋敷が建てられた頃までフランスにいたとされ、年代が符合する。

### 2関連作品
- セベクの秘密 - ブロックの神話作品。クロコダイルと不死をテーマとしている。

## 3『破風の窓』
『破風の窓』（はふのまど、原題：英: The Gable Window）。『サターン』1957年5月号に掲載された。邦訳はクト1（大瀧啓裕訳）。
作中時は1924年。本作の登場人物は、ラヴクラフトの『闇に囁くもの』の人物の親族という設定である。また事件後には蔵書がミスカトニック大学付属図書館へと寄贈されており、ダーレス作品のパターンといえる。
東雅夫は「異界の風景をパノラマ風に垣間見る趣向は、同じ作者の『暗黒の儀式』『アルハザードのランプ』にも用いられている」と解説している。
レン高原を、ダーレスがどのように見ていたかというサンプルとなる作品である。ダーレスはドリームランドをあまり掘り下げておらず、結果としてラヴクラフトとは異なる独自のものとなっている。
また、クトゥルフとハスター両方への言及があり、切り分けがされておらず、難解なことになっている。キーアイテム「レンのガラス」は、ハスターにまつわるヒヤデスで造られたという説がある一方で、クトゥルフを讃える呪文で効力を発揮する。ハリ湖の生物はハスターと目されるが、断言はされず、それどころか（クトゥルフのような）タコの姿で登場するため、難解さに拍車をかけている。ラストに登場する砂漠の洞窟の怪物も、クトゥルフと目されるが説明はされない。

### 3あらすじ
ウィルバー・エイクリイは、ミスカトニック大学を卒業した後は、世界各地を転々としていたが、1921年に大学の職員となるために戻って来て、アイルズベリイの家を購入して住み始める。ウィルバーはクトゥルフ神話を研究し、また破風の部屋の窓に特殊なガラスをはめ込むことで異界の風景を鑑賞して日記やスケッチに記録していたが、1924年に急病死する。
ウィルバーの遺言には、従弟のわたしが相続人に指名されていた。4月16日に引っ越してきたわたしは、破風の窓の曇りガラスを怪訝に思う。やがて、どこからともなく鳴りだす怪音を、猫が怖がるようになる。わたしは、家の窓ガラスや音について、従兄が何か書き残していないか、調べることにする。
やがて書きかけの手紙が見つかり、3つの指示が残されていたことが判明する。曰く「書類は破棄してくれ」「書籍はミスカトニック大学付属図書館に寄付してくれ」「破風の窓ガラスは粉微塵に破壊してくれ」という。わたしにとっては意味不明であり、逆に好奇心を刺激される。従兄の持っていた禁断の文献には、旧神と旧支配者の神話が語られており、レンやヒヤデスの地名が出てきていた。生前の従兄は破風の窓の曇りガラスを、「レンのガラス」「ヒヤデスで造られたのかもしれない」と言っていたことを、わたしは連想する。やがてわたしは、従兄がレンのガラスで異界の風景を見ていた事実に到達し、自分も異界の風景を覗き込む。
ガラスの向こう側から、怪物の触腕が伸び、突き抜けて部屋に現れる。わたしは咄嗟に靴を脱いでガラスに投げつけ、また魔法陣を描くチョーク線を消す。幻覚ではなかった証拠として、砕けたガラスと、空間を遮断されて切断された触腕の残骸が残されていた。

### 3登場人物
- わたし - 語り手。会計士。実務的な性格。従兄の日記を調べ、彼が古代神話にのめり込んで幻覚を見ていたと判断する。
- ウィルバー・エイクリイ - 従兄。ミスカトニック大学の研究職員。学究的な性格。旧支配者と旧神の神話を信じていた。
- リトル・サム - わたしの飼い猫（クトゥルフ神話の猫）。2歳。家の怪音を怖がる。
- ヘンリー・エイクリイ - ラヴクラフトの『闇に囁くもの』の登場人物。エイクリイ家の親族であり、ヴァーモント州在住の学者。作中時1924年の時点では存命。

### 3用語

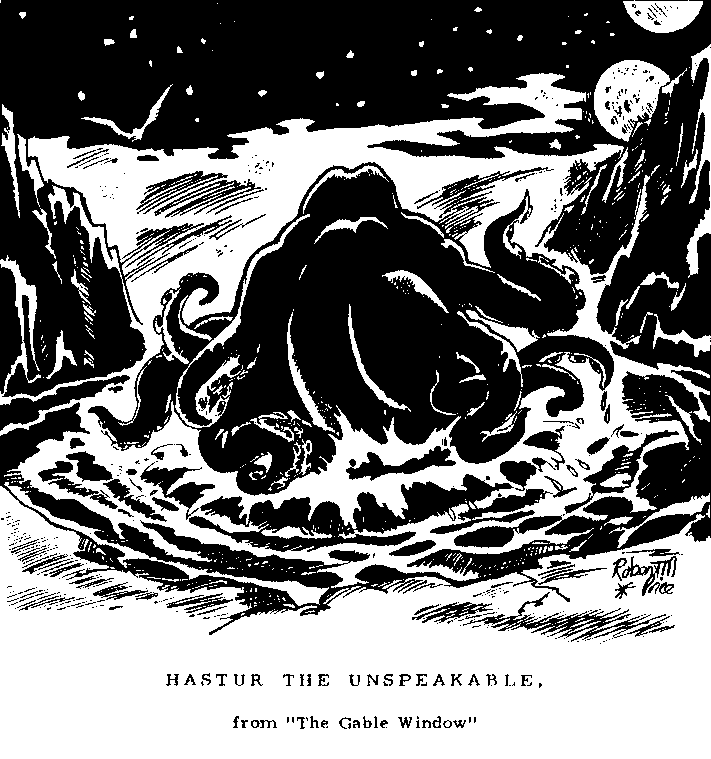
『破風の窓』より「名状しがたいものハスター」
『クトゥルフの窖#6』（1982）収録
ロバート・M・プライス画

<砂に棲むもの> Sand Dweller
アメリカ南西部の砂漠の洞窟に棲む亜人種族。容姿はコアラに形容され、荒れた肌と、異様に大きな目と耳を持つ。
ほとんど掘り下げもなく他作品で用いられることもない種族だが、『クトゥルフ神話TRPG』のルールブックに取り入れられており知名度がある。
砂漠の洞窟の怪物
<砂に棲むもの>たちが崇拝する怪生物。下顎から触腕を伸ばす。名前は出てこないが、特徴の描写から、クトゥルフの落とし子と思われる。
シャンタク鳥
人間の背丈よりも大きな巨鳥。頭部には嘴があり、胴体は「毛の生えた蝙蝠」と形容される。
ラヴクラフトのシャンタク鳥とは描写が異なっている。オリジナルではドリームランドのレン高原に生息する生物とされ、頭部は馬に似て、胴体は鱗で覆われている。
ハリ湖の水棲生物
頭部だけで80ヤード（73メートル）はある、巨大な八腕類。ウィルバーが1921年11月17日の日記に記録している。
ハスターまたはハスターに類する存在と推測されるが、作中では明確な説明がなく詳細不明。『クトゥルフ神話TRPG』のルールブックのハスターの項目には、本作品のこの生物の描写が引用されているが、ハスターであると言い切ってはおらず、関連を示唆するにとどまる。
レンのガラス
ウィルバーがアジアで入手したアイテム。破風の窓にはめ込まれていた。名前はレン高原にちなんだ仮称であり、レン高原由来かさえ不明で、ヒヤデスで造られたかもしれないとも言われている。
ガラスの前の床に、赤いチョークで五芒星形ベースの魔法陣を書き、クトゥルフを讃える呪文を唱えることで、ガラスの曇りが消えて異界の光景が映し出される。また空間も繋がり、門として機能する。映し出される場所は、地球の自転（星辰）によって変化し、任意に選ぶことはできない。
チョークを消して魔法陣の図形が崩れると効果が切れる。ウィルバーは日記に「星を消す」「星をつぶす」などの表現で記しており、この方法でリセットをかけていた。

### 3関連作品
- 魔犬 - ラヴクラフトの神話作品。中央アジアのレン高原についての言及がある。
- タイタス・クロウの帰還- 『破風の窓』のハリ湖の生物（ハスター）を踏襲したハスターが登場する。。
- クトゥルフ神話TRPG - 「ハスター」と「レンのガラス」について、説明文が引用されて用いられている[8][9]。
- 魔道コンフィデンシャル - 朝松健作品。レンのガラスのアレンジ版「レンの片眼鏡」が登場する。

## 4『アルハザードのランプ』
『アルハザードのランプ』（原題：英: The Lamp of Alhazred）。『マガジン・オヴ・ファンタジー&サイエンス・フィクション』1957年10月号に掲載された。邦訳はクト10（東谷真知子訳）。
ジャンルがホラーとは異なり、短編幻想小説である。内容面ではクトゥルフ神話に関連する。メタフィクション的な作品であり、ラヴクラフトが作品をどうやって執筆していたのか、アブドゥル・アルハザードがアル＝アジフ（ネクロノミコン）をどうやって執筆したのかというテーマに切り込んでいる。
ウォード・フィリップスは、ラヴクラフトのペンネームの一つであった。フィリップスは母方の姓で、ウィップルは祖父の名前。ラヴクラフトが執筆した『銀の鍵の門を越えて』には、ウォード・フィリップスという人物が登場し、ランドルフ・カーターに関わっている。ダーレスが補作した『暗黒の儀式』にも同名の人物が登場する。

### 4あらすじ
ウォード・フィリップスは、エインジェル・ストリートのフィリップス家に産まれた。両親を早くに亡くした彼は、祖父ウィップルに育てられる。フィリップスが23歳のときにウィップルが失踪し、家と家財を受け継ぐ。フィリップスはパルプマガジンの作家となり添削を生業とする。かつて資産家だったフィリップス家はすっかり没落していた。
ウィップルは失踪から7年が経過したことで法的に死亡が成立し、弁護士が預かっていた「アルハザードのランプ」が孫フィリップスに手渡される。添えられた手紙には、ランプの来歴が記されていた。低収入ゆえ電気を使用しないようにしていたフィリップスは、夜の仕事にランプが使えるかもしれないと思い至る。はたして点火すると、壁に異界の景色が映し出されるではないか。フィリップスは、目にする景色や土地に名前をつけていき、幻視したものを小説に書き落とす。そうした日々が何ヶ月も何年も続き、クトゥルフ神話が発表されていった。
16年が経過したころ、フィリップスは置きっぱなしにしていたランプに目を留める。病に冒され余命が短くなっていた彼は、またあれらの光景がが見たいと思い、再び点火する。すると今度は、フィリップスの幼少時の思い出が映し出された。フィリップスは足を踏み出し、幻影の中に姿を消す。
失踪したウォード・フィリップスは、林の中で病に倒れてそのまま死んだのだと誰もが思ったが、遺体どころか痕跡一つ見つからなかった。月日が流れ、エインジェル・ストリートの屋敷は取り壊され、蔵書は古本屋に買い取られ、家財は屑として売り払われた。その中には古びたアラビアのランプもあったが、単なるガラクタでしかなかった。

### 4登場人物
- ウィップル・フィリップス - 祖父。エインジェル・ストリートに邸宅を構える資産家。ランプを「もっとも貴重な宝物」と呼び、弁護士に預けていた。
- ウォード・フィリップス - 主人公。両親を早くに失い、祖父に育てられた。虚弱体質で夢想家。30歳でランプを相続し、46歳で失踪した。
- アブドゥル・アルハザード - ランプの前の持ち主。狂ったアラブ人。

### 4「アルハザードのランプ」
アラビアの伝説のアドの民が作ったもの。円柱都市イレムでアルハザードが発見し、近代にロードアイランド州のフィリップス家が入手、失踪した祖父の遺産としてウォード・フィリップスが相続した。
外観は、典型的なアラビアの魔法のランプ（水差し型のオイルランプ）。表面には未知の文字が刻まれている。よく磨いて火をつけると、歴代の所有者の記憶が映像として浮かび上がる。ウォードは、アルハザードの記憶や、ルルイエなどの土地の風景を幻視し、それらを小説として執筆する。

## 5『異次元の影』
『異次元の影』（いじげんのかげ、原題：英: The Shadow out of Space）。1957年にアーカムハウスの単行本『生きながらえるものその他』に収録された短編の一つ。邦訳はクト4（東谷真知子訳）。
「コズミックホラー」であるラヴクラフトの『時間からの影』を、ダーレスが「クトゥルフ神話」としてリメイクしたもの。精神科医を語り手として、患者を診察しながら奇怪な事件に巻き込まれるという形式をとる。また作中時が『時間からの影』と重複する。
イースの大いなる種族が、5000万年前に2万年後に逃げた理由が、変わっている。ラヴクラフトの『時間からの影』では、追い払った敵対種族「空飛ぶポリプ」の逆襲を予見したためである。これがフランシス・レイニーの設定（≒恣意的解釈による変更）では、「旧神と旧支配者の戦いに大いなる種族も加わり、敗れて逃げた」とされた。これをダーレスは、作品の中身に組み込んだ。
大いなる種族が介入する時間史において、地球に核戦争が起こることも設定された。ラヴクラフト時代ではあり得ない設定であるが、第二次世界大戦後に核を組み込んだクトゥルフ神話作品は複数存在しその一つである。この生物については、後述の『ポーの末裔』も参照。
東雅夫は「ラヴクラフトの創作メモの補作という体裁をとっているが、実際には『時間からの影』をダーレス流に書き直した作品である。ダーレスがわざわざ本編をものにした理由は、両作を読み比べてみれば明らかだろう。“旧神”対“旧支配者”の図式をさりげなく導入することで、ダーレスは<大いなる種族>をもダーレス流神話の世界に引きずりこんだのだ」と解説している。朱鷺田祐介は『時間からの影』はいわゆるクトゥルフ物語ではなく大きく雰囲気が異なるSF作品だと前置きした上で、「重要なポイントはいわゆるクトゥルフ神話の重要事件を全て取り込もうとしていること」「明らかに、当時のダーレスが推し進めていたクトゥルフ神話の構造化に<大いなる種族>さえ取り込もうとしたのである」と解説している。続けて「この結果、ダーレスの描く<大いなる種族>は、ラヴクラフトの夢見たユートピアの住人ではなく、時間を越えて、歴史を監視し、自分の種族の安全だけを願う日和見な陰謀家の種族になってしまった。この方が、当時、はやっていた陰謀史観には適していたが、作品としての質が一回り小さくなったことも否めない」と述べている。

### 5あらすじ
1930年、ミスカトニック大学のエイモス・バイパーは、観劇中に突然意識を失う。3日間の昏睡状態の後に目覚めたときには見当識障害に陥り、あらゆる記憶を失っていた。また身体の機能に異常はないが、物を掴む・歩行する・喋るなどが困難となっていた。しかし知性は損なわれておらず、わずか一週間で日常生活に必要な行動を学び直し、一ヵ月で現代人としての知識を再学習する。そしてアーカムを離れ、世界中を旅したり大図書館で古い書物を読み漁り、「似たような発作の経験がある人物達」と会う。1933年のある日、3年間の記憶全てを失い、元のエイモスに戻る。
回復したエイモスは、眠ることが怖くなるほどの夢に苛まれるようになる。エイモスはコーリイ医師を受診し、「3年間、牡牛座の暗黒星で大いなる種族の研究に協力させられていたこと」「役目を負えて地球に戻される際に記憶消去を施されたのだが、不完全だったらしいこと」「今なお彼らの監視下にあり、再び人格転移をされるだろうこと」等を語る。
そして再びエイモスの人格が変貌する。エイモスは、悩まされていた幻覚は消えたと、晴れやかに語る。コーリイ医師は回復とみなし、エイモスの身内が「ぶり返した」と主張する意味を理解できない。続いて医師の診察室に何者かが侵入し、エイモスのカルテや関連文書を盗み出す。不審に思ったコーリイ医師は、エイモスが診断中に言っていた事柄について詳細に調べるが、「インスマスの出来事」「ミスカトニック大学南極探検隊の狂気山脈発見」「禁断の書物には大いなる種族についての記載がある」など信じがたい事実を知り、混乱する。一方で回復したエイモスは「似たような発作の経験がある人物達」を集めて探検隊を組織し、アラビアの砂漠に向かい、隊ごと消息を絶つ。
コーリイ医師のもとを、新たな患者が訪れる。施錠された診察室に看護婦が異変を察し、呼ばれた警察が入って来たとき、コーリイ医師と身元不明の患者の2人は、「蟹を連想させる」不自然な動作で、暖炉の炎に書類群をくべていた。2人ともまともな会話ができない精神状態に陥っており、精神病院に監禁される。

### 5登場人物
- ナサニエル・コーリイ医師 - アーカムの精神科医。
- エイモス・バイパー - ミスカトニック大学の人類学者。1930年・49歳時に、突然人格が変わる。1933年に戻り、3年間の記憶を失う。
- ミス・アビゲイル・バイパー - エイモスの妹。兄の変貌を嘆き、コーリイ医師の元に連れてくる。
- 患者 - 終盤、コーリイ医師の元を訪れる。エイモスと似た目をしている。大いなる種族がコーリイ医師に放った刺客。
- ナサニエル・ウィンゲート・ピースリー教授 - 『時間からの影』の登場人物であり、本作には登場しない。ミスカトニック大学経済学教授。1908年に精神交換されて、4億年前のオーストラリアに行き、1913年に正気に戻る。1935年にオーストラリアの遺跡に赴く。

### 5用語
大いなる種族
時間と肉体の束縛を越える、精神体種族。
円錐形生物の身体に宿り、太古の地球を支配していたが、宇宙の支配権をめぐる旧神と古のものどもの戦いに巻き込まれ、牡牛座の暗黒星へと仮避難した。牡牛座暗黒星に施設を築き、宇宙各地のあらゆる時代にエージェントを送り込み、次の精神移住先を探している。
エージェントと現地種族は、精神を交換する。エージェントは現地種族の身体で現地を調査し、牡牛座暗黒星施設の円錐生物の身体へと来た現地種族からも知識を吸い上げる。
隣接する牡牛座ハリ湖のハスターからの侵略に備えつつ、旧支配者達が復活して旧神と再び戦うときに起こるであろう戦禍と大虐殺から逃れようと考える。最終的には種族全体が、円錐形生物から次の身体へと移住する計画である。

### 5関連項目
- ケムール人

## 6『ピーバディ家の遺産』
『ピーバディ家の遺産』（ピーバディけのいさん、原題：英: The Peabody Heritage）。1957年のアーカムハウスの単行本『生きながらえるものその他』に収録された。邦訳はクト5（東谷真知子訳）。
典型的な妖術師物語であり、ラヴクラフトの『魔女の家の夢』の模倣作。

### 6あらすじ
マサチューセッツの町ウィルブラハムに1787年に建てられたピーバディ屋敷は、改装と増築をくり返した結果、複雑怪奇な巨大建造物と化しており、アサフ・ピーバディが1907年に死去した後には住む者はおらず放置されていた。1929年、突然の事故で両親を亡くしたわたしは、遺産と屋敷を相続する。同年に起こった大恐慌で不動産価格が落ち込んだこともあり、働かなくても生活できる資産を得たわたしは、ボストンの地所を処分して、自分が住むためにウィルブラハムの屋敷を改装しようと考える。
荒れ果てた屋敷に部屋は27個もあった。生活用に一角を作り直して移住したわたしは、屋敷を気に入り、ボストンに埋葬されている両親の遺骨を先祖代々の納骨所に移すことを思いつく。1930年3月、わたしは納骨所の鍵を開け、初代ジュデディア以降の一族37人分の棺と対面する。長年を経て初期の先祖の遺体はは皆朽ち果てており、また曾祖父アサフの遺体は、どのような手違いによるものか、うつ伏せに横たえられていた。わたしは、まさか棺の中で息を吹き返して出られずに息絶えたのではあるまいかと不吉に思い、曾祖父の白骨の向きを仰向けに直す。また建築家の調査により、隠し部屋が存在したことが判明する。そこは狭苦しい部屋であり、狭苦しい部屋で、机と椅子、本や書類が出てきた。
近隣に住むテイラー家の2歳の子供がさらわれて行方不明になるという事件が発生する。弁護士は、曾祖父アサフの時代には何人か幼児が姿を消したことがあったことをわたしに伝え、続けてアサフが疑われていたと言う。アサフの血縁であるわたしは迷信深い近隣住民たちからは快く思われておらず、屋敷には「出ていけ」という張り紙が張られる。こうした出来事に意気消沈したわたしの夢には、曾祖父アサフと黒猫が現れ、背後には黒い男が影のようにつきまとっていた。
やがて工事が始まるも、大工たちはいきなり仕事を投げ出して逃げ出す。何事かと思ったわたしがその場所を調べてみると「子供の頭蓋骨と骨」が発見される。アサフが幼児を生贄にしていたという、動かぬ証拠である。とても近隣住民に知られるわけにはいかないと判断したわたしは、骨を回収して一族の納骨所に隠す。わたしが隠し部屋を再び調べると、机が汚れ、新しい血の跡が増えていた。わたしは書物から「魔法使いは、顔を下に向けて棺に横たえ、納棺後は火葬する以外で棺を乱してはならない」という言い伝えがあることを知る。また祖父の日記には「Jに肉がついている」「夢の中で、黒猫に導かれて黒の書に署名をした」「小鬼バロールは、Jに仕えていたときも黒猫の姿をしていた」などと記されていた。そしてわたしも夢の中で、黒の書に血で署名を行う。
わたしが再び曾祖父の棺を調べると、アサフの白骨に肉がついており、ひからびた幼児の死体が一緒に入っていた。わたしは、かつてアサフがジュデディアの遺体に対して行ったのと同じように、アサフの遺体を燃やし尽くす。だが黒猫はやって来た。既に血で署名してしまった今はもう手遅れ。わたしは、ピーバディ家の遺産とは、屋敷や地所や林といった表面的な物などではなく、そこに接した異次元と黒魔術のことであると悟り、自分が死んだ後の亡骸の向きについて思いを馳せる。

### 6登場人物・ウィルブラハムの住人
- ピーバディ - 弁護士見習い。1930年に28歳（曾祖父が死んだ1907年に5歳）。ボストンからウィルブラハムに引っ越してきた。
- エイハブ・ホプキンス - ピーバディ家の地所を管理する弁護士。
- 建築家 - 迷信を信じない近代人。隠し部屋を発見する
- ジョン・シエシオルカ - 大工の親方。ポーランド人。改装工事中に子供の骨を見つけて逃げ出す。
- ジョージ・テイラー - 近所に住む男。10人子供がおり、2歳の第9子が行方不明となる。

### 6登場人物・妖術関係者
- アサフ・ピーバディ - 曾祖父。1907年に死去。ウィルブラハムに代々住んでいる。うつ伏せで埋葬された。
- 黒猫バロール - ピーバディ家の妖術師に仕える使い魔。黒猫の姿をした小鬼。
- 黒い男 - 燃え上がる目をした、闇よりも黒い男。
- ジュデディア・ピーバディ - 屋敷の初代。セイレム出身の妖術師。

## 7『閉ざされた部屋』
『閉ざされた部屋』（とざされたへや、原題：英: The Shuttered Room）。1959年にアーカムハウスから出版された短編集の表題作である。邦訳はクト7「閉ざされた部屋」東谷真知子訳、真ク2&新ク4「開かずの部屋」波津博明訳。
ダーレスが手掛けたインスマス物語群の1つでもあり、『ダニッチの怪』『インスマスの影』の2作品の後日談で、ダニッチ村における深きものどもの血をテーマとしている。本作は『ダニッチの怪』とは同じ舞台であり、同様の演出が用いられている。たとえば、『ダニッチの怪』では不可視の怪物を演出するために夜鷹の鳴き声を利用したが、本作では夜鷹に加えて蛙がうるさく鳴くという表現法が用いられている。
東雅夫は「『ダニッチの怪』のインスマス・バージョンといった趣の作品だが、結末で「ママ、ママァ」と悲痛な叫びをあげる化物の忌まわしさはなかなかのもの」と解説している。那智史郎は「ダーレスお得意のインズマス、ダンウィッチ後日譚。マーシュ一族とウェイトリー一族の男女が結婚してしまうという、ラヴクラフトというよりもダーレス神話の典型的作品である」と解説する。
また1959年版単行本には、リン・カーターの『クトゥルー神話の神神』『クトゥルー神話の魔道書』が収録されており、クトゥルフ神話の体系化が意図されている。
1966年に『太陽の爪あと』の邦題で映画化されている。こちらを東は「肝心かなめの化物はどこへやらの演出で、怪物派のファンを失望させた」と解説している。

### 7あらすじ
ダニッチ村のルーサー・ウェイトリーの家では、長女のサリーが幽閉されていた。彼女のことはタブー視され、話題とすることも、部屋を覗くことも禁じられていた。やがてサリーは死に、それから数十年後には老いたルーサーも亡くなる。ルーサーの唯一の孫で、サリーの甥にあたるアブナーが遺産相続人に選ばれる。帰省したアブナーは、祖父の遺言書を見つけ「家の製粉所を解体すること」「そこに生物がいたら、どんなに小さくても絶対に殺すこと」という、奇妙な条件を読む。
アブナーが製粉所の上の閉ざされた部屋を開けたとき、「蛙か蟇」のような小生物を見かけ、遺言のことに思い至るも、虫や小動物などはとても殺しきれないだろうと無視する。続いて製粉所の解体準備に着手した際には、蛙の足跡を目撃したが、気に留めない。その後、部屋の窓枠に「出て行く小さな足跡」と「戻ってきた大きな足跡」が残されていることに気づき、ようやく怪訝に感じる。
アブナーは閉鎖的な村の者たちからよく思われず、解体の手伝いも拒否される。アブナーは祖父の遺品や古新聞を調べるうちに、かつてダニッチで家畜が殺されたり人間が消えた事件があったことを知る。そして、そのような事件が再び頻発するようになる。アブナーは、伯母サリーがインスマスのラルサ・マーシュの子胤を宿したことを知る。閉ざされた部屋で細々と生き永らえていたラルサ2世は、アブナーが部屋を開けたことで解放され、家畜や人を襲って力をつけていた。深夜に物音を聞いて部屋に向かったアブナーは、異形のラルサ2世と遭遇し、真相を理解する。ラルサ2世はアブナーからランプを投げつけられた拍子に灯油を浴び、炎に焼かれながら「人間のように」恐怖し母を呼びながら息絶える。炎上する家をふり返らず、アブナーは自動車でダニッチ村から逃げる。

### 7登場人物・ルーサーの一族
- アブナー・ウェイトリー - 主人公。ルーサーの孫。学問を修め社会に出た近代人。南太平洋の古代文化を研究している。
- ルーサー・S・ウェイトリー - 故人。アブナーの母方の祖父。ウェイトリー一族の本家筋で、厳格な人物。アブナーに遺産と、奇妙な遺言を残す。
- サリー・ウェイトリー - 故人。ルーサーの長女で、アブナーの伯母にあたる。一室に幽閉されており、アブナーは姿を見たことがない。
- リビー・ウェイトリー - 故人。ルーサーの次女で、アブナーの母にあたる。従兄のジェレミア・ウェイトリーと結婚した。
- ラルサ2世 - サリーが閉ざされた部屋で産み育てていた子供。食事の量でサイズが変わる。母サリーの死後は祖父ルーサーに食事を絶たれたが、餓死せず、幽閉されつつも小動物を食って生き延びていた。アブナーが部屋を開けたことで解放される。

### 7登場人物・関係者
- ウィルバー・ウェイトリーと弟 - 一族分家筋の呪われた双子。1928年のダニッチ村怪事件の犯人として、近隣で語り継がれており、アブナーも存在を知っている。
- トバイアス・ウェイトリー - ダニッチ村の雑貨店の店主。『恐怖の巣食う橋』にも登場する。[注 9][15]
- ゼブロン・ウェイトリー - ルーサー老の弟。世代唯一の存命人物。曾孫がいる。
- アリア・ウェイトリー - 故人。ルーサーの従兄。オーベッドについて調査し、若いころのルーサーに知らせていた。
- オーベッド・マーシュ - 前時代の人物。インスマスの有力者。ルーサーの父とは従兄弟にあたる。彼自身は人間だが、子孫は人外の血が混ざる。
- ラルサ・マーシュ - オーベッドの曾孫。深きものどもの血が強く作用して、容貌が変貌していた。従妹のサリーと親しくなり、妊娠させる。

### 7関連作品
- 丘の夜鷹 - ダーレスの単著。『ダニッチの怪』系列の作品であり、夜鷹に着目している。アイルズベリイのウェイトリー家が登場する。

## 8『ファルコン岬の漁師』
『ファルコン岬の漁師』（ファルコンみさきのりょうし、原題：英: The Fisherman of Falcon Point）。1959年にアーカムハウスから出版された神話短編集『閉ざされた部屋その他』に収録された。邦訳はクト10（大瀧啓裕訳）。
一般人視点からのインスマス譚であり、非血縁の人間が深きものどもに変異する。恐怖や気持ち悪さは薄く、ファンタジーか童話のような、異色の作風となっている。

### 8あらすじ
インスマスから数マイル離れたファルコン岬に、イーノック・カンガーは住んでいた。ある夜、カンガーがインスマス沖合の悪魔の暗礁で引き上げた網には、大量の魚と共に「人ならざる女」がかかっていた。女はカンガーに助けてくれと懇願し、いつの日かカンガーが危険にさらされるようなことがあれば助けると約束した。カンガーは居酒屋で仲間にそのことを打ち明けると、仲間の一人は人魚だと言って笑う。カンガーは、手足と水かきがあり、人間の顔と海の色の胴体をしていたことから、人魚ではないと否定する。男たちは笑いころげ、カンガーを粗野に冷やかす。以来カンガーが居酒屋に行くことは稀になり、話しかけられたり冷やかされても沈黙するのみとなった。またカンガーが悪魔の暗礁で魚を獲ることは二度となくなった。
数年後、カンガーが海上のボートでひどいケガをしているところが発見される。発見者の二人に、カンガーは自宅に連れて帰ってほしいと言ったので、二人はカンガーを岬の自宅に運び込むと、ギルマン医師を呼びに急いでインスマスに引き返す。しかし医師を連れて戻ると、カンガーは姿を消していた。ドアやノブ、ベッドまでが濡れており、家から水際まで一列の足跡が残っていたが、一人きりでカンガーをかついで運ぶことなどできるはずがないので、結局カンガーの失踪は謎のままとなった。
ある夜、漁師たちの長老ジュディダイア・ハーパーは、悪魔の暗礁沖で異様な生物たちが泳いでいるのを目撃する。なかば人間でなかば蛙のような彼らは、男女あわせて二十人ほどおり、ダゴンの賛歌を歌っていたが、その中にはイーノック・カンガーの姿があった。ハーパーが驚いて大声で呼びかけると、彼らはいっせいに海中に潜って姿を消した。この出来事は噂となったが、ハーパーは突然口をつぐんで何も喋らなくなる。ハーパーが金に不自由しなくなったことで、おそらく海の異様な住民と結託していると噂されるマーシュ家やマーティン家の介入があったのだと思われた。
また別の目撃例もあり、そちらでは、顔はイーノック・カンガーのものであったが、耳の下には長い裂け目（＝鰓）があり、ファルコン岬の廃屋を懐かしそうに眺めていたという。

### 8登場人物
- イーノック・カンガー - 屈強な漁師。仲間からは変人とみなされている。
- 女 - カンガーが助けた女。いわく、フルートの音色をともなう春の蛙のような声でしゃべり、口は大きく裂けているにせよ、やさしい目をしていたという。
- 笑わなかった男 - 酒場で唯一カンガーの話を笑い飛ばさなかった男。インスマスの男たちと南太平洋出身の女たちの結婚や、近海での奇怪な出来事にまつわる話を知っていたため。
- ギルマン医師 - 診察の経験から、インスマスの住人には足に水かきがある者がいることと、カンガーの足が普通のものであることを知っている。
- ジュディダイア・ハーパー - 漁師たちの長老。失踪後にカンガーを目撃したことを話すが、突然沈黙する。

## 9『魔女の谷』
『魔女の谷』（まじょのたに、原題：英: Witch's Hollow）。アーカムハウスの1962年の単行本『ダーク・マインド、ダーク・ハート』に収録された。邦訳はクト9の東谷真知子訳と、論創社『漆黒の霊魂』三浦玲子訳。後者は2007年になってから単行本ごと邦訳出版されたもの。
東雅夫は「クトゥルー神話では非常に珍しい学園物である。魔法使いの家系に生まれた少年の名がポターなのも、偶然とはいえ面白い。五芒星の護符の威力が遺憾なく発揮されている作品でもある」と解説している。五芒星形の石（旧神の印）は作品によって諸設定が変動するが、本作では邪神の影響下にある者を正気に戻す効果が描かれた。

### 9あらすじ
魔女の谷の家には、かつて魔法使いと忌まれた老人が住んでいたが、没して空き家となる。そこに遠縁のポター家が引っ越してくるが、感じのよかった態度がじきに一変する。
1920年、教師のウィリアムズは、アーカムに赴任し、1クラスしかない小中学校で27人の生徒を受け持つ。そこで、アンドルー・ポターという少年に注意を惹かれる、アンドルーは、飛び級できるほどの能力がありながら無気力で、周囲からも浮いていた。高校進学するつもりがあるのか尋ねても、自分が行きたいかではなく親が決めることだと回答するばかり。魔女の谷にある彼の家を家庭訪問するも、奇妙な家族たちは悪意を向けてくる。その翌朝には、近所で牛小屋が崩れ、牛が何匹もが死ぬという事件が起きていた。
ウィリアムズは、教育委員会に所属している知人に会いに行き、アンドルーの話を持ち掛けると、彼はポター家の変貌について答える。非科学的な噂ということは承知の上で、彼はミスカトニック大学付属図書館の司書に紹介状を書き、ウィリアムズがネクロノミコンを読ませてもらえるよう手配する。大学図書館ではキーン教授に話しかけられる。
ウィリアムズはキーン教授の協力を得て、旧神の印の力でポター家を救うために奮闘する。やがて母親が魔物の宿主になっていたことが判明し、2人は魔物を追い詰めてヒヤデスに退散させる。魔女の谷の家は炎上するが、アンドルーと家族たちは解放され、魔女の谷から引っ越す。

### 9登場人物・魔女の谷のポター家
- 魔法使いのポター爺さん - ダニッチのウェイトリイ家の遠い親族であり、今のポター家の遠縁。
- 魔物 - 魔術老に召喚され、体内に宿っていた。魔術老の死後は憑依先を変える。ヒヤデスと関わりある存在らしいが詳細不明[注 10]。
- 父 - 背の高い猫背の男。ミシガン州出身。家庭訪問に来たウィリアムズを脅す。子供2人が呪いから解放されたのを見て、銃でウィリアムズを撃とうとするが、キーン教授に隙を付かれて呪いを解かれる。
- 母 - 不快なまでに太った女。魔物に憑依されている。
- 姉 - 痩せて背の高い女。2番目に呪いから解放される。
- アンドルー・ポター - 5年生の生徒。学力は高く、飛び級に相当するが、無気力で浮いている。最初に呪いから解放される。

### 9登場人物・アーカムの人物
- ウィリアムズ - 語り手。ヴァーモント州出身の小中学校教師。植物学の研究者。
- ウィルバー・ダンロック - 8年生の生徒。魔女の谷の一家であるアンドルーを避けている。
- アーカムガゼット[注 11]編集長 - 教育委員会の一人。ウィリアムズにアーカムの住居を紹介した。ポター家の知人。
- マーティン・キーン教授 - ミスカトニック大学の職員。五芒星形の石を所持する。

## 10『屋根裏部屋の影』
『屋根裏部屋の影』（やねうらべやのかげ、原題：英: The Shadow int the Attic）。1964年のアーカムハウスの単行本『August Derleth ed. Over the Edge』に収録された。邦訳はクト8（後藤敏夫訳）。
東雅夫は、本作品を同工異曲的なパターン作品と評するも「主人公の恋人の女性が積極的に怪異に立ち向かうという展開は、ラヴクラフト作品では考えられないことだろう」と述べている。

### 10あらすじ
アイルズベリイ・ストリートの屋敷に独居するウライア・ギャリスンは、親族からも忌まわしく思われていた。ウライアはわたしの大伯父にあたるが、わたしの父や叔母は、大伯父に逆らった末に不可解な死を遂げている。そのウライアが亡くなり、遺言には相続人としてわたしが指名されていた。土地と財産を相続するにあたって大伯父が添えていた条件は「死後一年目の夏の3ヶ月間、屋敷に住むこと」。わたしは結婚を控えており、土地や家具類を売却して新生活の資金にしたい。3ヶ月という期間も博士論文を書くには丁度いいと判断し、滞在することを決める。翌日、婚約者のローダがやって来て、屋敷が薄気味悪いと感想を述べる。ローダを泊めた夜、わたしは屋敷内で女の気配を感じ取る。翌朝ローダに問い詰められ、気のせいではなかったと判明するも、誰なのかわからない。大伯父の家政婦だろうかと疑うも、雇い主が死んだことを知らないはずもないだろうと、わたしとローダはいぶかしむ。ローダは不吉を感じ取り、一緒に帰ろうと言い出すが、わたしは断る。
大伯父の禁断の屋根裏部屋に入ってみたところ、女の衣服とゴム製の仮面があり、天井と壁には「歪んだ人型に見える跡」がみられ、また赤い線で奇怪な模様が書かれていた。理論的を自認するわたしは、調べてみようと決意する。近隣住民に大伯父の家政婦について尋ねてみたところ、どこから通って来ていたのか誰も知らず、大伯父が屋敷に住みこませていたのだと思われた。大伯父の所有していたオカルト本には、憑依や転生などについて記されており、わたしはいかにも死の差し迫った老人らしいと感想を抱く。
一方ローダはボストンのワイドナー図書館に出向いて妖術について調べており、わたしに電話をかけてきて、すぐに家を出るべきだと警告してくる。彼女の話によると、屋根裏部屋の影は、穴からやって来た異界のものが焼き付けたシルエットなのだという。馬鹿馬鹿しい。
夜になると、わたしは大伯父の幻覚か幽霊のようなものが見えるようになってくる。また台所には邪悪な目をした家政婦がおり、彼女は20年以上前に見たことがある家政婦と同一人物としか見えなかった。死んだ大伯父となんらかの関わりを持ち、今もなお屋敷にいて務め事をしている彼女は何者だろうか。また屋根裏部屋の鼠穴から謎の青い光が漏れ出てきている。ようやくわたしは、頭では屋敷を離れるべきだと悟るも、わたしに流れる血の呪縛がわたしを屋敷にとどめようとする。説得にやって来たローダを、わたしは帰ってくれと冷たく突き放す。
そして再び夜になると、青い光が射し、女と大伯父が見えるようになり、わたしに向かって何か蛇のようにのたくる物が伸びてくる。絶体絶命の正にそのとき、煙の臭いと炎の燃え盛る音が響き、窓の外からはローダがわたしを呼ぶ声がする。幻覚は消えた。ローダが立てかけた梯子を伝うことで、わたしは焼け落ちる屋敷から無傷での避難に成功する。遺言は履行され、わたしは地所を相続して売却し、ローダと結婚する。ローダは、大伯父が妖術でわたしの肉体を奪おうとしていたのだと言う。わたしは、女ならではの妄想を根拠に火を放った彼女に半ば呆れつつも、彼女の考えよりも合理的な説明がつけられないことを悩ましく思う。

### 10登場人物
- アダム・ダンカン - 語り手。英語学科の助教授。己が理論的であることを誇りに思っている。
- ローダ・プレンティス - 婚約者。言語・考古学の講師。ウライアの悪霊がアダムを狙っていると結論付ける。
- ソルトンストール - ウライアの顧問弁護士。
- ウライア・ギャリスン - 大伯父。世捨て人の秘密主義者。アーカムのアイルズベリイ・ストリートの築200年の屋敷に住み、屋根裏部屋を自分の特別な部屋として用いていた。
- 家政婦 - 夢魔。20年前から姿が変わらない。
- 「屋根裏部屋の影」 - 謎のシルエット。

## 11『ポーの末裔』
『ポーの末裔』（ポーのまつえい、原題：英: The Dark Brotherhood）。1966年にアーカムハウスから出版された短編集の表題作である。邦訳は真ク4&新ク4（福岡洋一訳）。
エドガー・アラン・ポーはラヴクラフトが一番好きな作家であり、ダーレスは『アーカム・サンプラー』1949年秋号に、ポーとラヴクラフトが会見する話を書いて2人に捧げている。本作のアラン氏とアーサー・フィリップスは、お察し。
ジャンルは侵略SFである。この生物は既存の神話生物に似ているが、異なる点もある。東雅夫は「結末近くにあらわれる触手を生やした円錐体のエイリアンを＜イースの大いなる種族（がのっとった生物）＞と考えればクトゥルー神話だが、そうでないとただの侵略SFになってしまう？」と解説する。また『異次元の影』は、「ダーレス版」大いなる種族の作品である（先述）。
那智史郎は「ポーに生き写しの人物が登場、その正体の解明が物語の中心となっている。ダーレス神話としては毛色が変わっていて面白い」と解説する。東雅夫は「プロヴィデンスゆかりの作家E・A・ポオとそっくりの“ポオ氏”が幾人も町を徘徊しているという奇想天外な作品」と解説する。

### 11あらすじ

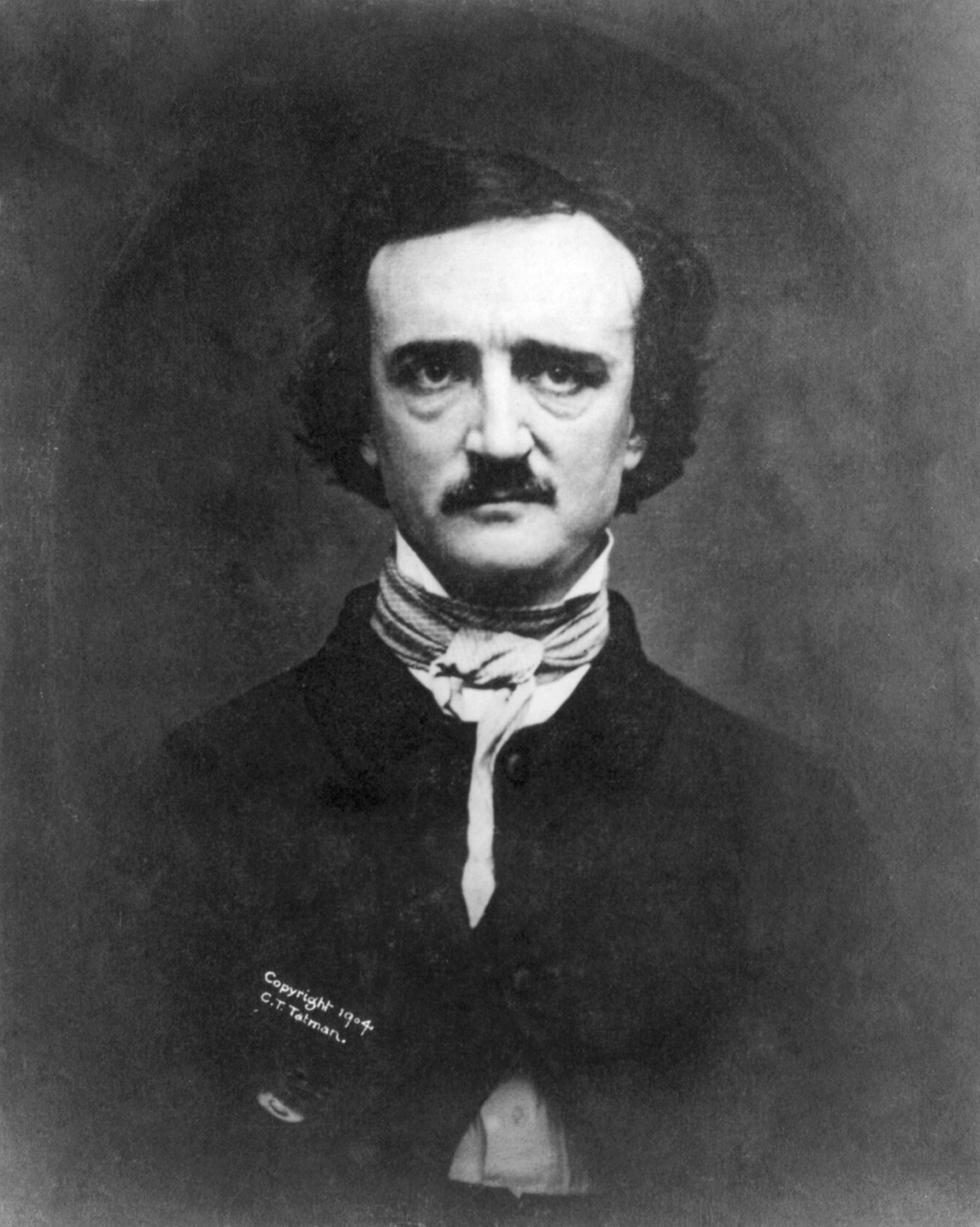
エドガー・アラン・ポー

プロヴィデンスに住む青年アーサー・フィリップスは夜の彷徨を日課としており、ローズ・デクスターと知り合い、共に夜の街を探訪する仲となる。ある日、2人は見知らぬ紳士に道を尋ねられる。彼アラン氏の質問は「ポーのよく歩いたという墓地はどこか」という奇妙なものであり、恰好もまるで一昔前の時代の人物のようで浮いていた。アーサーが「以前彼にどこかで会ったことがある気がする」とこぼすと、ローズは「図書室で肖像画を見たでしょう」と回答する。アラン氏の容貌は、まるでエドガー・アラン・ポーに瓜二つであった。アーサーは、氏はきっとポーに傾倒して真似ているファンなのだろうと結論付けて納得する。
2日後、アーサーはアラン氏と再会する。氏は天文学に詳しく、惑星間旅行や生命論について語った後に、宇宙に知的生命体がいると持論を説く。アーサーが疑問を述べると、氏は証拠を見せようと言い、アーサー宅を「兄弟たち」と共に訪問してある実験を行って見せると告げる。氏と別れた帰り道、反対側から見間違えようもないアラン氏が歩いてきてすれ違い、アーサーは奇妙に思う。翌日、アーサーはローズに会って話をしたところ、なんと、アーサーが氏に会っていたのと同じ時刻に、ローズもまた氏に会っていたというではないか。
アーサー宅をアラン氏と兄弟たちが訪問してくる。人数はなんと7人。アーサーには、一緒に夜歩きしたアラン氏がこの中の誰なのかすら見分けることができない。7人の代表格のアラン氏がアーサーに話かけてきて、地球外生命体について軽く説明した後、7人は奇妙な合唱を始める。催眠術らしいものにかかったアーサーは、見知らぬ世界の幻影を見て、そこには円錐体の生物らしきやつらがいた。
アラン氏は、あなたがごらんになったのははるかな星の姿なのですと説明する。アーサーは悲鳴を上げ、もうたくさんだと降参したため、7人は帰る。アーサーは混乱する。氏は、なんのために、あんな催眠術を見せたのか。
アーサーはアラン氏の家に行ってみる。どうやら無人のようで、無断で侵入する。奥の一室には、奇妙な機械と、ガラス製の箱が2つ置かれていた。1つの箱の中にはエドガー・アラン・ポーの等身大の正確な複製が納められ、その頭上には、先日に幻視した円錐体を正確に縮小した物がある。しかもそいつの触手はしなやかに動いて「生きている」。箱からは金属製のパイプが何本も出ており、もう1つの空箱に繋がっている。アーサーは混乱したまま逃げ帰る。あの装置はいったい何で、アラン氏は何者なのか、まったくわからないが、邪悪なことは間違いない。
そして夜、アラン氏と再会を果たす。氏はアーサーが屋敷に侵入したことには気づいていないようで、先日の訪問について補足する。氏は「あの幻影は驚いたでしょう」「生命は地球上だけにいるのではなく、また人間に似た姿のものだけでもないのですよ」と語る。帰宅後、アーサーはローズに電話したところ、彼女は氏に「実験に付き合ってくれ」と家に招かれたと言う。アーサーは、行ってはならないと警告するも、うまく理由を説明はできず、ローズは不満げな反応を返す。その後、再びローズ宅に電話を掛けると、彼女は出かけたらしい。アーサーは父のピストルを持って、アラン氏の家に向かう。
あの部屋では、7人のアラン氏が箱をとりまいて唄っていた。2つのガラス箱のうち、片方には催眠状態のローズが頭に円錐体生物を乗せており、もう片方にはローズの完全な複製があった。おぞましさを理解したアーサーは、やみくもに発砲し、銃弾はガラス箱に命中する。アラン氏たちが驚き恐慌している隙に、アーサーはローズを抱えて逃げる。2人が通りに出たとき、家は炎上した。やつらは証拠を隠滅したのだろう。意識を取り戻したローズは半狂乱で、アーサーは彼女を自宅に送り届ける。
アーサーは放火の嫌疑で警察に事情を聞かれ、火災を起こすに至った顛末を手記にまとめる。捜査によって、焼け跡から発見された黒焦げの肉は、大部分が「人肉ではない」ことが判明する。だが、別世界の生物が侵略に来ており、たまたまポーをモデルにして潜んでいたなどという荒唐無稽な話を、警察が信じるはずもなく、関係者に事情を聞いてもアーサーの書いてあることを裏付ける証拠は何一つ出てこなかった。
今となっては、彼らがローズを狙った目的は明白で、なりすますつもりだったのだろう。そこで、ふとアーサーは疑念を抱く。自分が救出した彼女は、果たして本物だったのだろうか。
ローズが殺人で逮捕される。彼女は、知人の男が暴行に及ぼうとしたため反撃したと供述する。殺された男、アーサー・フィリップスは、不審火の関係者であった。

### 11登場人物
- アーサー・フィリップス - エンジェル・ストリート在住の青年。旧家の血を引く。虚弱なためにブラウン大学進学をあきらめた。夜歩きが習慣となっている。
- ローズ・デクスター - プロヴィデンスに最初期に入植した英国人の末裔。美人。
- アラン氏 - 古めかしい黒ずくめの衣装の男。青白い顔をしており、エドガー・アラン・ポーに瓜二つで、表情や抑揚に乏しい。
- 円錐体生物 - アラン氏いわく、異星の生命体であり、高さ10フィート（3メートル）ほどで、頂点からは肉質の触手が4本伸びている。また、人間の頭上に乗る程度のサイズのミニチュア版もいる。

## 12『恐怖の巣食う橋』
『恐怖の巣食う橋』（きょうふのすくうはし、原題：英: The Horror from the Middle Span）。アーカムハウスの1967年の単行本『トラベラーズ・バイ・ナイト』に収録された。邦訳はクト6「恐怖の巣食う橋」岩村光博訳と、真ク3&新ク4「魔界へのかけ橋」片岡しのぶ訳。
東雅夫は「『ダニッチの怪』の後日譚ともいうべき作品だが、全体の構成はダーレス『谷間の家』に酷似している。（発表は『谷間の家』が先）。先住者の名前が同じセス（セプティマス）・ビショップである点に注目」と解説している。
作中時は1949年であり、『ダニッチの怪』の1928年の20年後のダニッチ村が舞台となっている。類似した怪奇事件が発生しており、作中では「空から来る者たちは、人間の血で肉体をまとう」と説明されることで、実態が示唆されている。また1964年のラムジー・キャンベルの『恐怖の橋』から影響を受けたようなふしもみられる。

### 12あらすじ
ダニッチ郊外のビショップ邸から主のセプティマス・ビショップが突然失踪してから20年後、親族にあたるアンブローズ・ビショップが移り住む。ダニッチ村の住民は、アンブローズがビショップ一族の者と知るや嫌悪を露わにする。トバイアス・ウェイトリイが漏らした「セプティマスは身内の者と共に殺された」というセリフを、アンブローズは怪訝に思う。
アンブローズは屋敷の頂塔の部屋で、円や五芒星の模様や、占星術・占術の書物を発見する。またアーカムの図書館で古新聞を調べ、大叔父の失踪や、使われなくなった橋が何者かに修繕されたこと、ダニッチやアーカムでも失踪事件が起きていたことなどを知る。アンブローズは、トバイアスが数々の失踪事件を失踪した大叔父のせいにしているのだろうと結論付ける。さらにアンブローズは屋敷の床下から、ミスカトニック河の廃墟に繋がる地下通路を見つける。アンブローズは壊れた橋で、人間のものとみられる奇妙な骨を見つけて持ち帰るが、目を離したすきに紛失する。トバイアスの店に探りに行くと、骨を見つけたことを言い当てられる。
その夜、アンブローズは、骨に肉がついて再生し、動物や人間や魔物に次々と変身する夢を見る。そこへセプティマスが女の顔をした鱗の使い魔を連れて姿を現す。
やがて、若者達の失踪事件が再び起こり、村人たちはビショップ邸に敵意を向けてくる。アンブローズは、自分が橋から恐怖の存在を解き放ったことを理解し、蘇った大叔父にいざなわれ、使い魔の美女と共に、地の底の異界へと旅立つ。村の者たちがビショップ邸に放火する中、屋敷から裏の森へと瓶詰の手記が投げ込まれ、アンブローズ失踪事件を捜査する当局によって発見される。
ダニッチ住民は「全く使い物にならない壊れた橋」を修繕して、旧神の印を備え付ける。だが外の者たちにはまるで意図がわからず、新聞は彼らの行為を不思議がる。

### 12登場人物・用語
- アンブローズ・ビショップ - 主人公・語り手。ロンドンから移住してきた。
- セプティマス・ビショップ - アンブローズの大叔父。20年前・1929年に57歳で失踪した。ハーヴァード大学で教育を受けた近代人のはずだが、ダニッチ村の者からは魔術師と嫌悪されていることに、アンブローズは疑問を抱く。
- トバイアス・ウェイトリイ - ダニッチ村の雑貨店主。『閉ざされた部屋』にも登場する人物（解説はそちらを参照）。セプティマスを忌み嫌い、アンブローズにも冷たい態度をとる。
- エイブラハム・バニング - 牧師。迷信を否定し、村の者たちのようにセプティマスを悪くは言わない。
- アセナス・ボウアンあるいはアセナス・ブラウン - セプティマスの怪しげな文通相手。手紙が残されていた。星の智慧派関連人物。詳細不明[注 12]。
- ウィルバー・ウェイトリイ - 同上。『ダニッチの怪』の重要人物。ウィルバーの死により、ダニッチの人々は迷信を信じるようになったという。手紙には「地上を一掃して外世界の都市に行きたい」という趣旨のことが記されていた。トバイアスとは同姓で、アンブローズは彼が嫌っている親族なのだろうと推測している。
- 使い魔 - 骨や、美女の姿をとる。人間の血肉を喰らって実体化しているようである。

### 12関連作品
- 谷間の家 - ダーレスの単著。ビショップ一族の人物が登場する。セス・ビショップによるクトゥルフ＝インスマス・アイルズベリイバージョン。

## 13『インズマスの彫像』
『インズマスの彫像』（インズマスのちょうぞう、原題：英: Innsmouth Clay）。幾つかあるダーレスによるラヴクラフトの補作のうちで最後の作品にあたる。ダーレスの没後、1974年にアーカムハウスの単行本『Dark Tings』に掲載された。邦訳は真ク9&新ク5（茅律子訳）。
『インスマスの影』の後日談の1つであり、青い粘土をめぐるミステリー。インスマスは、真クの訳なのでインズマスとなっている。1927-28年の出来事は踏襲しているがブレがあり、本作ではマーシュ家のみが集中的に弱体化したということになっている。

### 13あらすじ
1927年秋、フランスから帰国したジェフリー・コレイは、インズマス南部の海辺にコテージを借りて引っ越す。インズマスには親戚のマーシュ家が住んでいたが、それほど親しいわけでもなかったので、あえて自分が近くに引っ越してきたことを告げることはしなかった。インズマスの人々の間では、世捨て人のマーシュ一族について、ひっきりなしに噂が立っており、コレイはしばしば耳にすることになったと、12月に訪問してきたジャックに語る。
ところが翌年2月に突然政府の手入れが入る。マーシュ家の者数名が連行され、またマーシュ家が所有する倉庫が残らず爆破される。さらになぜか沖合の岩礁<悪魔の暗礁>に、海軍が戦艦から爆雷を投下したのだが、この爆発による大波で、浜に「特殊な青色粘土」の岩屑が打ち上げられる。コレイはこの青粘土を材料に、新作<海の女神像>を作り始める。またコレイは夢からインスピレーションを得ていた。どうやらコレイは眠ったまま無意識でも作り続けていたようであり、覚えのない変化や模様がつけられたり、湿り気を帯びたりしている。後の夢では、全裸の女がベッドに忍び込んできて熱烈に愛し合ったり、海底を泳いで都市を幻視する。いくら眠っても疲れは取れないが、女神像は完成した。3月なかばに訪問してきたジャックが見た像には、首に鰓のようなものがあり、指の間には水かきがついていた。
コレイは自分の家系を調べるためにインズマスに赴き、ジャックも同行する。インズマスでは、先月の政府役人による爆破の後始末はほとんどされていなかった。2人は酒場で、アーキンス老人に酒を差し入れて、話を聞きだす。曰く、先月役人がやって来たあとマーシュ家の者たちはあらかたどこかへ消えてしまったという。連れて行かれなかった者たちは、みな海に飛び込んでしまったという話だが、水死体は一つとして上がらない。そこまで話したところで、アーキンス老人は突然怯えて逃げ出す。コレイには理由がわからなかったが、ジャックは老人が彼の「耳の肉垂れ」を見たせいではないかと察し、彼を嫌な気持ちにさせまいと言わずにおく。翌日、ジャックはニューヨークへと帰る。
3月18日、コレイは「濡れた女」が眠っている自分と同衾しているのではないかという痕跡に遭遇し、混乱する。19日、女神像が盗まれ、なくなる。20日、首の鰓で呼吸しながら海中を泳ぐマーシュ一族の夢を見る。21日、首のあたりが痛くて眠れず、起きて浜に出ると、海から誘われているような気がしてくる。そしてコレイは、素足で海へ向かう足跡が残して失踪する。コレイは書置でジャックを管財人に指名しており、日記には最後の一ヶ月の出来事が記録されていた。
4月17日の夕刻、ジャックがボートでインズマスの沖に出てみたところ、鱗の生えた人間のようにも見える生き物たちを目撃する。そのうち2体がボートに近づいてきくる。青っぽい粘土のような色をした方が雌で、明るい色の方が雄のようだ。雄はもの言いたげな目でジャックを見た後に、海に潜って姿を消す。去り際にそいつはガラガラと絞り出すような奇妙な声を立てたが、その音は「ジャック！」と呼びかけているようでもあった。ジャックは、そいつの顔と鰓が、ジェフリー・コレイと耳の肉垂れであることをはっきりと視認する。

### 13登場人物
- ジャック - 語り手。コレイとは永年の友人。ニューヨーク在住。12月と3月にコレイ宅を訪問し、途中の期間は手紙を受け取っていた。
- ジェフリー・コレイ - パリ帰りの彫刻家。マーシュ家の遠縁の親戚。40歳手前。耳のすぐ下から首にかけて肉が垂れ下がっている。
- <海の女神像> - コレイの新作彫刻。<悪魔の暗礁>から流れてきた青粘土を用いて、夢のインスピレーションを得て作った。鰓や水かきがある。
- 女司書 - インズマスの公立図書館に勤める、年輩の女性。
- セツ・アーキンス老人 - インズマス生まれの老人。酒場でマーシュ家について語る。
- オーベッド・マーシュ船長 - 前世紀のインズマスの名士。南太平洋貿易を経て、<ダゴン教団>という新宗教を起こし、<リイル / ル・リイル><偉大なるトゥールー><淵みのものども>といったものを信仰していた。
- エテロ - ジェフリー・コレイの曾祖父。海底で生き続けていると、村人からあてこすりの悪口で噂される。